# Jaguarundi
Jaguarundi (latin: Puma yagouaroundi), også kaldet eira, er et lille kattedyr, som lever i Mellem- og Sydamerika. Den vejer mellem 3,5-9,1 kg.
Den er i samme slægt som pumaen.
| Dyr | Spire Denne artikel om dyr er en spire som bør udbygges. Du er velkommen til at hjælpe Wikipedia ved at udvide den. |